# (18099) Flamini
Pour les articles homonymes, voir Flamini.
(18099) Flamini est un astéroïde de la ceinture principale.

## Description
(18099) Flamini est un astéroïde de la ceinture principale. Il fut découvert le 6 juin 2000 à la station Anderson Mesa par le programme LONEOS. Il présente une orbite caractérisée par un demi-grand axe de 2,99 UA, une excentricité de 0,13 et une inclinaison de 11,3° par rapport à l'écliptique.

## Compléments